# 第九代昆斯伯里侯爵約翰·道格拉斯
第九代昆斯伯里侯爵約翰·道格拉斯（John Douglas, 9th Marquess of Queensberry，1844年7月20日—1900年1月31日）是一位蘇格蘭貴族，出生於義大利佛羅倫斯。昆斯伯里熱衷於拳擊比賽，昆斯伯里侯爵規則即以他命名。昆斯伯里尤其知名於和愛爾蘭劇作家奧斯卡·王爾德之間的訴訟，起因於王爾德和昆斯伯里之子阿爾弗雷德的同性關係。

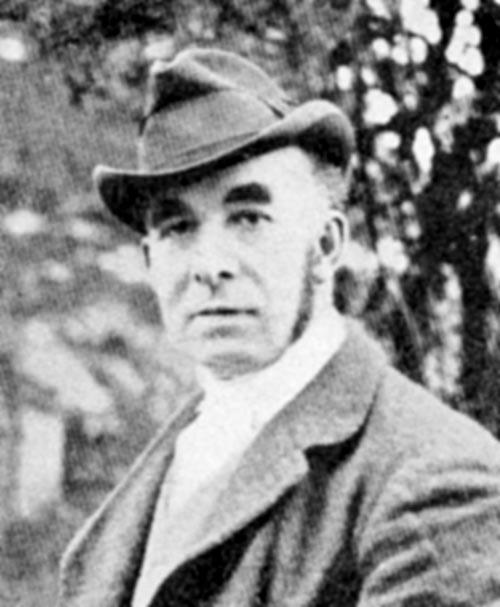
昆斯伯里侯爵